# 始丰街道
始丰街道，中国浙江省台州市天台县下辖的一个街道。

## 辖区
该街道辖有：	
	落雁社区、天元社区、岩杨村、下科山村、官塘余村、田井村、晚山村、晚山张村、何方村、上科山村、潘村、石塘下村、三里宋村、山后赵村、黄泥山头村、官塘下村、官塘张村、铺前村、官塘娄村、官塘蔡村、大户丁村、茅导师村、西演茅村、玉湖村、团结村、委会官塘村、委会塘下丁村、塘三村、洪林村、中联村、龙山一村、龙山二村、龙山三村、龙山四村、龙山五村、龙山前村、鼻下许村、鼻下市村、鼻下郑村、后山王村、龙山头村、巧坑村、双莲头金村、山头裘村、溪边村、下岙坑村、上裘村、安科村、果园村、岩下洋村、龙园门村、六村、孟岙村、